# Zákon, jímž zrušují se šlechtictví, řády a tituly
Zákon, jímž zrušují se šlechtictví, řády a tituly (zákon č. 61/1918 Sb. z. a n.) je zákon z 10. prosince 1918, kterým se zákonodárci první republiky vypořádali s privilegovanými vrstvami společnosti existujícími za Rakouska-Uherska, jež mělo nové republikánské zřízení zájem odstranit. Zákon mířil především na systematizovanou odlišnost šlechty, rušil systém rakousko-uherských řádů a čestných titulů. To s sebou přineslo potřebu provést poměrně záhy řadu novel, přesto recepcí starších norem zůstává tato právní norma platnou i v Česku, především potom ustanovení z prvního paragrafu „[…] nesmějí užívati svého rodného jména s přídomkem nebo dodatkem, vyznačujícím šlechtictví.“ V důsledku se jako součásti občanských českých jmen nezapisují části vyznačující (bývalé) šlechtictví.
V době vyhlášení se zákon dotkl společenských vrstev řídících se značně odlišnými právními předpisy obou polovin monarchie (česká šlechta a slovenská, resp. uherská šlechta).
Jednalo se o jeden z prvních obdobných zákonů, které v Evropě po první světové válce vznikly – o několik měsíců později byl v Rakousku přijat zákon o zrušení šlechty, v Německu republikánské vymezení šlechtictví řešila Výmarská ústava.

## Historie
Zrušení šlechtických výsad předpokládala již Washingtonská deklarace z 18. října 1918 a na citovaný zákon dále navázala Ústavní listina Československé republiky z roku 1920, která v § 106 stanovila, že výsady pohlaví, rodu a povolání se neuznávají a že tituly smějí býti udíleny jen, pokud označují úřad nebo povolání (s výjimkou akademických hodností).
Na první zasedání Revolučního národního shromáždění 14. listopadu 1918 byla představena vládní osnova zákona. Člen ústavního výboru František Weyr se stal zpravodajem zákona a v osnově byly provedeny různé změny. Na sedmé schůzi 3. prosince potom přednesl Weyr obhajobu zákona, která vysvětlila okolnosti vzniku, dále že výbor v zákonu „viděl jakousi slavnostní demonstraci pro demokratické zřízení naší Československé republiky“ – zákon tedy měl být slavnostním prohlášením státu o skončení tradice šlechtictví, které nemá být namířený proti svým občanům (proto také od počátku zákon neměl žádnou sankci). Zákon prošel dvěma čteními, podepsán 10. prosince a vyhlášen 11. prosince 1918.

### Novelizace
První novelizace zákona byla přijata v roce 1920 zákonem č. 243/1920 Sb. Zákon přinesl dvě velké změny: Vyhlášené znění zákona 61/1918 v § 2 zamezil přijímání a nošení řádů a vyznamenání. Problém toto ustanovení působilo zejména silné společenské vrstvě legionářů, kteří za války již získali řadu vyznamenání za boj o republiku. Proto novelizovaný zákon umožnil vojákům nosit a získávat vojenská vyznamenání (pro civilní osoby zůstal zákaz platný) a umožnil vznik nových vojenských vyznamenání. Nově zákon č. 243/1920 Sb. v § 6 stanovil sankce za porušení zákona, zejména za veřejné užívání šlechtických titulů a neoprávněné užívání řádů a vyznamenání se občan mohl dopustit přestupku trestaného pokutou s náhradním trestem vězení.
Další novelizaci přinesl zákon č. 268/1936 Sb., o řádech a titulech. Tento zákon poprvé umožnil civilnímu obyvatelstvu přijmout a nosit řády či vyznamenání, zároveň rozšířil možnost zřizování civilních vyznamenání pro československé občany. Čechoslováci v případě zahraničních vyznamenání museli nejprve získat souhlas prezidenta. Sankce byly poněkud zpřísněny a nově bylo také ustanoveno, že zákon lze porušit i v zahraničí.
Po zřízení Protektorátu Čechy a Morava došlo k výrazné novelizaci zákonem č. 220/1939 Sb., kterou bylo zrušeno ustanovení § 1 zákona o zrušení šlechtických titulů. Ovšem tento zákon zřejmě pozbyl platnosti při poválečném uspořádání republiky, kdy byly zrušeny zákony z doby nesvobody.
Nejasnost ohledně pozdější recepce zákona přinesl zákon č. 195/1946 Sb., který obsahoval výčet nepoužitelných norem z doby nesvobody, mezi kterými ale zákon č. 220/1939 Sb. nezmiňoval. Nejasnost mimoděk vyřešil následný vývoj práva na poli titulů (zákon č. 247/1949), který fakticky derogoval zákon č. 268/1936, čímž bez náhrady zmizela ze zákona č. 61/1918 Sb. v platném znění sankce, takže užíváním šlechtických titulů nemůže být nadále spáchán přestupek. Platné znění zákona 61/1918 Sb. neobsahuje § 2, který se věnoval zákazu řádů a čestných titulů, avšak k § 1 praxe nejspíš přistupuje jako k platnému (ve znění vyhlášeného zákona).
Zákonem č. 276/2023 Sb., o zrušení obsoletních právních předpisů, zůstal zákon o zrušení šlechtictví nedotčen.

## Aplikace zákona
Již v roce 1921 rozhodl Nejvyšší správní soud, že „zrušení šlechtictví nemůže odstraniti účinků hmotného práva spojených se stavem šlechtickým“ v případě sporu o převzetí fideikomisu Jaroměřice Rudolfem Kristianem Wrbna-Kaunitzem, kde jiní čekatelé napadli nesrovnalosti v dokázání požadovaného původu – součástí zakládacích listin rodinných fideikomisů často byl požadavek na prokázání šlechtictví (případně rovnorodý sňatek) a jiných privilegií související s privilegovanou vrstvou šlechtictví a zároveň zákon č. 61/1918 „[š]lechtictví a řády, jakož i veškerá z nich plynoucí práva se zrušují“, přesto nemohl být na tyto případy aplikován. V Československu byl tento problém částečně odstraněn zrušením fideikomisů v roce 1924. Široké uplatnění našel zákon zejména v regulaci příjmení a matriční praxi.

### Regulace jmen
Podle právní úpravy v Předlitavsku obsahovalo šlechtické jméno čtyři základní prvky (krom křestního jména), šlechtický titul označující stupeň šlechtický (kníže/Fürst, hrabě/Graf, svobodný pán/Freiherr apod.), dále rodinné jméno (v zákoně označované jako „rodné jméno“) a konečně přídomek (v češtině v genitivní formě s předložkou z/von, zu apod.). Poněkud odlišně se choval četný titul šlechtic/Edler u prostých šlechticů. Zejména noví šlechtici získali plný přídomek až po vydání listiny, před tím získali právo užívat předložku, kterou mohli vsunout před do té doby užívané rodinné jméno (např. Emil Ritter von Škoda, v češtině „rytíř ze Škodů“, kvůli jazykové nezvyklosti často bez předložkové vazby „rytíř Škoda“). Staré šlechtické rody užívaly i složité kombinace předchozích prvků. 
S velkou rezervou lze předpokládat, že zákonodárce větou „Bývalí šlechtici nesmějí užívati svého rodného jména s přídomkem nebo dodatkem, vyznačujícím šlechtictví.“ (ve vládní osnově „Občané československého státu, kteří byli šlechtici, smějí užívati jen svého rodného jména bez každého přídomku a dodatku vyznačujícího šlechtictví (ku př.: kníže, hrabě, svobodný pán, rytíř, šlechtic atd.).“) předpokládal, že šlechtici prostě odloží všechny prvky jména až na rodinné jméno bez předložkových vazeb.
Ovšem z různých důvodů nebyla aplikace vždy jasná, úřady nepostupovaly jednotně a asi ani ve své době nebyly používané výrazy „přídomek“ a již vůbec „dodatek vyznačujícím šlechtictví“ jednoznačně chápány, jak ve své době kritizoval lobkowiczký archivář František Brožek. Se jménem Lobkowiczů byl spojen objektivní problém některých starobylých rodů, jejichž členové fakticky užívali pouze přídomek (žádné rodinné jméno nepřijali). Za formát jména dlouhodobě bojoval Ferdinand Zdeněk z Lobkowicz, který požádal v roce 1920 o zapsání rodinného jména ve formě „z Lobkowicz“ s odkazem na to, že to je tradiční jméno a prostá předložková vazba nenaznačuje šlechtictví. Žádost Lobkowiczů o rodinné jméno s předložkou úřad odmítl a věc došla až k Nejvyššímu správní soudu, který musel nálezem úřední rozhodnutí zrušit pro procesní vady. Přístup k přídomkům nebyl jednotný, např. v roce 1918 Karlu Hermannu-Otavskému bylo povoleno spojené jméno (z původního Hermanna šlechtice z Otavských), teprve později, konkrétně v roce 1929, vydal Nejvyšší správní soud nález, kterým stanovil, že spojení rodinného jména a přídomku do dvojitého příjmení je v rozporu se zákonem. Zmíněný judikát souvisel s rodinou Wilhelmů von Helmfeld (z Helmfeldu), kde před rokem 1918 rodina preferovala přídomek před rodinným jménem. V roce 1918 žilo několik bratrů a rodina užívala jako hlavní jméno Helmfeld (tedy tam, kde to nebylo nutné užívat jméno celé, rodinné příjmení Wilhelm neužívala), zatímco některým bratrům úřady vyhověly a nové jméno jim zapsaly ve formě „Helmfeld“, bratrům Kurtovi a Hansovi odmítly a oba případy došly až k Nejvyššímu správnímu soudu (oba případy se řešily samostatně, v obou případech soud dospěl k názoru, že jediné příjmení v souladu se zákonem je právě „Wilhelm“). Úřady tedy začaly potírat jak předložkové vazby, tak celé přídomky.
Po roce 1945 se zákon stal spíše okrajovým, stejně jako jeho aplikace, což bylo spíše důsledkem ztráty sankce a nevyjasněné postavení protektorátního zákona č. 220/1939 Sb. Vymezení působnosti se tak omezilo čistě na úřední užívání občanského jména. Tomáš Tyl upozornil na úřední spojení jména Mornstein-Zierotin (Karel Mornstein-Zierotin), které proběhlo v roce 2004. Důvody změny jména bylo výslovně uveden odkaz na tradici jména. Po roce 1989 se významněji projevuje zejména problém cizích šlechtických titulů českých občanů. Miloslava Knappová ve své (nezávazné) příručce pro matriky z roku 2001 shrnula, jak by matriční úřad měl postupovat. V podstatě by měl odmítnout zapsat českému občanovi jakýkoliv prvek jména značící šlechtictví v cizím jazyce, v případě pochybnosti by mělo ležet důkazní břemeno na žadateli o zápis příjmení (má si nechat např. vyhotovit znalecký posudek).
Jaká je však skutečná praxe je nejisté. Díky podobné právní úpravě v Rakousku si lze učinit představu, jak by mohly některé sporné případy postupu podle českého zákona vypadat. V případu rakouské státní občanky Ilonka Sayn-Wittgenstein (jejíž příjmení po osvojení obsahovalo podle německého práva ještě titulovou část „Fürstin von“, s tím zprvu zapsána i v Rakousku, později však tato část z moci úřední smazána s odkazem na zákon o zrušení šlechty) byl předběžným dotazem osloven Soudní dvůr Evropské unie, který rozhodl, že tato praxe porušila právo na svobodný pohyb, nicméně stanovisko rakouský postup schválilo jako přiměřenou ochranu vnitřní státní úpravy. V roce 2023 však Evropský soud pro lidská práva rozhodl, že Rakousko porušilo Úmluvu o ochraně lidských práv a základních svobod v případě von Künsberg Sarre.